# 胡耶縣

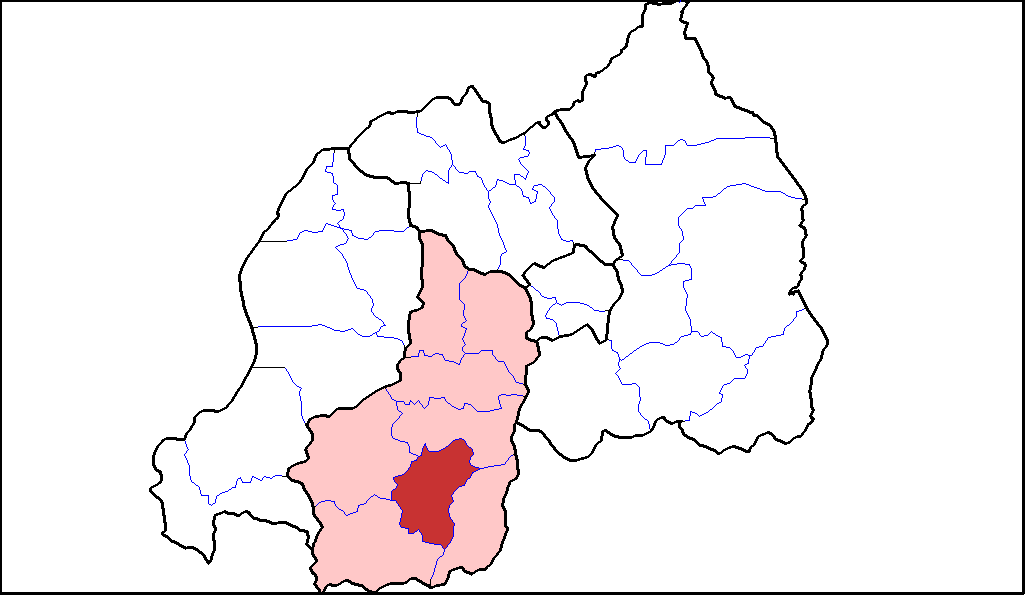

2°31′S 29°42′E / 2.517°S 29.700°E
胡耶縣，是盧旺達的縣份，位於該國南部，由南部省負責管轄，首府設於恩戈馬，面積581.5平方公里，2012年人口328,298，人口密度每平方公里560人。